# Joachim Herbst
Joachim Herbst (* 4. November 1928 in Kleinnaundorf; † 31. Oktober 2014) war ein deutscher Berufsoffizier, bei seinem Ausscheiden aus der NVA 1988 war er Generalmajor der Luftwaffe.

## Leben
Joachim Herbst war der Sohn eines kaufmännischen Angestellten. Nach der Schule erlernte er den Beruf des Zimmermanns, musste jedoch die Lehre 1944 unterbrechen, da er zum Wehrdienst in der deutschen Wehrmacht einberufen wurde. Herbst diente von 1944 bis 1945 als Matrose in der deutschen Kriegsmarine. Bei Kriegsende geriet er in britische Kriegsgefangenschaft, aus der er jedoch schon bald entlassen wurde. 1945 konnte er seine Ausbildung wiederaufnehmen und 1949 abschließen. Anschließend bewarb er sich bei der Volkspolizei (VP) und konnte die VP-Schule in Zittau besuchen. Von 1950 bis 1952 diente er als Ausbilder der Bereitschaftspolizei in Pirna. 1953 wechselte Herbst zur Luftwaffe. Es folgten diverse Verwendungen in den Luftstreitkräften der DDR. 1954 trat Herbst der SED bei. Von 1959 bis 1961 lebte Herbst in der Sowjetunion, wo er die Generalstabsakademie der UdSSR besuchte. Von 1961 bis 1969 war er zunächst Abteilungsleiter für operative Arbeit, dann von 1969 bis 1971 stellvertretender Chef des Stabes für operative Arbeit. Nach weiteren Funktionen wurde Herbst 1979 zum Generalmajor befördert. 1988 schied er aus dem aktiven Dienst aus.
Joachim Herbst starb am 31. Oktober 2014.

### Auszeichnungen in der DDR
- Vaterländischer Verdienstorden in Silber
- Kampforden „Für Verdienste um Volk und Vaterland“ in Gold